# Bhulepur
Bhulepur es una ciudad censal situada en el distrito de Ambedkar Nagar en el estado de Uttar Pradesh (India). Su población es de 6445 habitantes (2011). 

## Demografía
Según el censo de 2011 la población de Bhulepur era de 6445 habitantes, de los cuales 3377 eran hombres y 3068 eran mujeres. Bhulepur tiene una tasa media de alfabetización del 83,62%, superior a la media estatal del 67,68%: la alfabetización masculina es del 88,28%, y la alfabetización femenina del 78,43%.